# Jacek Magiera
Jacek Magiera (Częstochowa, 1 januari 1977) is een Pools voetbaltrainer en voormalig profvoetballer. Magiera is sinds juli 2025 actief als assistent trainer van Polen.

## Clubcarrière
Magiera begon als profvoetballer bij Raków Częstochowa in 1995. In 1997 was Magiera speler van Legia Warschau tot en met 2006, ook speelde Magiera op huurbasis van Legia bij Widzew Łódź in 2000 en bij Raków Częstochowa in 2006. Zijn laatste club als profvoetballer was Cracovia. In 2006 stopte Magiera als profvoetballer.

## Trainerscarrière

### Als assistentcoach
De trainerscarrière van Magiera begon in 2006 bij Polen –17 en bij Legia Warschau waar hij assistentcoach was bij beide teams.

### Als hoofdtrainer
In 2014 was Magiera de hoofdtrainer van het reserve team van Legia. Magiera werd in 2016 aangesteld als de hoofdtrainer van Zagłębie Sosnowiec, maar in datzelfde jaar  werd bekend gemaakt dat Jacek Magiera de coach van Legia Warschau werd. Hij wist met Legia als derde te eindigen in de groepsfase van de 2016/2017 UEFA Champions League en te overwinteren in de 2016/2017 UEFA Europa League. Legia werd eerste in de Ekstraklasa in 2017.
Magiera was de bondscoach van Polen –20 van 2018 tot en met 2021. Vervolgens werd Magiera aangesteld als de hoofdtrainer van Śląsk Wrocław in 2021 tot en met 2022. In 2023 keerde hij terug als hoofdtrainer bij Śląsk Wrocław na 13 maanden.

### Assistent trainer Pools elftal
Op 16 juli 2025, werd Magiera aangesteld als assistent trainer van Jan Urban voor het Poolse elftal.

## Erelijst
Als speler
 Legia Warschau
- Ekstraklasa: 2001/2002, 2005/2006
- Puchar Polski: 1996/1997
- Poolse supercup: 1997
- Poolse league cup: 2001/2002

 Polen –17
- UEFA EK–17: 1993

Als trainer
 Legia Warschau
- Ekstraklasa: 2016/2017

Individueel als trainer
- Ekstraklasa trainer van de maand: juli 2021, september 2023, november 2023, mei 2024